# Vakula, o ferreiro
O Vakula, o ferreiro (em russo:  Кузнец Вакула), op. 14, é uma ópera natalina em três atos e oito cenas,  de Piotr Tchaikovski.
Composta em 1874 e primeiro apresentada em 1876, seu libreto foi escrito por Iakov Polonski, baseado no conto "Véspera de Natal", de Nikolai Gogol.
Composta em uma fase altamente nacionalista de Tchaikovski, inicialmente ela teve pouco sucesso. Mais tarde ela seria reeditada pelo compositor, na forma da ópera Tcherevitchki, e conheceria maior repercussão.

## Papéis
Os principais papéis da ópera, os timbres de voz exigidos por eles, e os artistas a primeiro interpretá-los, em São Petersburgo, em 6 de dezembro de 1876, são os seguintes:
| Papel                                                                             | Voz           | Elenco na estreia     |
| --------------------------------------------------------------------------------- | ------------- | --------------------- |
| Vakula, um ferreiro                                                               | tenor         | Fiodor Komissarjevski |
| Solokha, a mãe de Vakula, uma bruxa                                               | mezzo-soprano | Anna Bichurina        |
| Um demônio dos infernos, uma personagem fantástica                                | baixo         | Ivan Melnikov         |
| Chub, um cossaco idoso                                                            | baixo         | I. Matchinski         |
| Oksana, filha de Chub                                                             | soprano       | Wilhelmina Raab       |
| Pan Golova                                                                        | baixo         | Osip Petrov           |
| Panas, um amigo de Chub                                                           | tenor         | V. Vasiliev           |
| Mestre-escola                                                                     | tenor         | N. von Derviz         |
| Sua Alteza                                                                        | baixo         | Fiodor Stravinski     |
| Mestre de cerimônias                                                              | baixo         |                       |
| Atendente                                                                         | tenor         | Pavel Diujikov        |
| Velho cossaco                                                                     | baixo         |                       |
| Goblin de madeira                                                                 | baixo         |                       |
| Coro, papéis sem voz: Rapazes, anciãos, Senhoras e Senhores Deputados, Zaporojtsi |               |                       |
| Maestro: Eduard Naprávnik                                                         |               |                       |